# Feuer Mária
Feuer Mária (Budapest, 1932. augusztus 20. –) magyar zenei újságíró, énektanár, lapszerkesztő.

## Életpályája
1940-től tanult zongorázni. 1950-ben érettségizett a Varga Katalin leánygimnáziumban. 1950-ben felvették a Zeneakadémiára, de átirányították, így 1950–1953 között a budapesti Apáczai Csere János Pedagógiai Főiskola magyar-ének-zene szakán tanult. 1953–1957 között a Népművelési Minisztériumban dolgozott. 1957-től a Muzsika folyóirat belső munkatársa, 1967–1970 között olvasószerkesztője, 1970-től főszerkesztője. 1988-tól a Koncert Kalendárium főszerkesztője is. 1992–2007 között a Pro Musica Alapítvány kuratóriumának titkára volt, 2007-től képviselője.
Zeneszociológiai kutatásokat folytatott, zenepublicisztikai cikkeket, tanulmányokat írt.

## Magánélete
Szülei: Feuer József és Glausius Júlia voltak. 1966-ban házasságot kötött Molnár Szilárddal.

## Művei
- Rimszkij-Korszakov (monográfia, 1966)
- Kinek kell a modern zene? (1970)
- 88 muzsikus műhelyében (1972)
- 50 muzsikus műhelyében (1976)
- Pillanatfelvétel (1978)

## Díjai
- Erkel Ferenc-díj (1980)
- Akadémiai Újságírói Díj (1994)
- A Magyar Érdemrend tisztikeresztje (2002)
- Pulitzer-emlékdíj (2011)[4]